# Le follie di Kronk
Le follie di Kronk (Kronk's New Groove) è un film del 2005 diretto da Elliot M. Bour e Saul Andrew Blinkoff. È un film d'animazione direct-to-video prodotto dalla DisneyToon Studios, sequel e spin-off del Classico Disney del 2000 Le follie dell'imperatore. La pellicola riprende tutti i personaggi del Classico e (nella versione originale) quasi tutti i relativi doppiatori, tra cui John Fiedler alla sua ultima interpretazione. Fu distribuito negli Stati Uniti il 13 dicembre 2005.

## Trama
L'imperatore Kuzco racconta che Kronk è diventato il cuoco e il capo fattorino alla Patria della carne di Mudka, una locanda nella giungla. Tutto è sereno finché non arriva una lettera da Papi, il padre di Kronk, in cui lo avvisa che verrà presto a trovarlo. Quest'ultimo è terribilmente preoccupato: l'uomo ha sempre disprezzato la sua passione per la cucina e ha sempre sperato che Kronk avesse una moglie e una casa su una collina.
Tramite un flashback, viene raccontato come quest'ultimo tempo prima avesse incontrato nuovamente Yzma (precedentemente trasformata in gatta, ora di nuovo umana ma con una folta coda bianca) e lei gli avesse proposto un affare: vendere agli anziani dell'ospizio una pozione della giovinezza. Kronk accetta e i vecchietti, per comprare il filtro, gli cedono la casa di riposo. Quando però l'uomo scopre che Yzma è un'imbrogliona e la pozione non ha in realtà nessun effetto, restituisce agli anziani la loro dimora. La donna, trasformatasi in un coniglietto, è catturata da un condor. Attraverso un altro flashback viene narrato come Kronk, durante una gara tra squadre scout, abbia intrecciato una relazione amorosa con la giovane Birdwell, ma per difendere i suoi pargoli è costretto a rinunciare alla sua amata.
Papi arriva dal figlio e dopo un disperato tentativo di quest'ultimo di non rivelargli i fatti, lo scopre senza una casa e senza moglie, ma con tantissimi amici. Kronk trova la forza di confrontarsi con suo padre e avere un sincero rapporto con lui, e infine riesce anche a riconciliarsi con la signorina Birdwell. 
Prima dei titoli di coda si scopre che Yzma, ancora in forma di coniglio, rischia di essere mangiata dai piccoli del condor. Nei titoli di coda invece si vedono diverse immagini tra cui il matrimonio tra Kronk e la signorina Birdwell e anche i personaggi che vanno a visitare Disneyland.

## Personaggi e doppiatori
| Personaggio        | Doppiatore originale | Doppiatore italiano                                   |
| ------------------ | -------------------- | ----------------------------------------------------- |
| Kronk              | Patrick Warburton    | Massimo De Ambrosis                                   |
| Signorina Birdwell | Tracey Ullman        | Antonella Rendina                                     |
| Yzma               | Eartha Kitt          | Ludovica Modugno (dialoghi) Giò Giò Rapattoni (canto) |
| Kuzco              | David Spade          | Massimiliano Alto                                     |
| Pacha              | John Goodman         | Fabrizio Pucci                                        |
| Chicha             | Wendie Malick        | Emanuela Rossi                                        |
| Papi               | John Mahoney         | Vittorio Congia                                       |
| Rudy               | John Fiedler         | Valerio Ruggeri                                       |

## Distribuzione

### Edizione italiana
Il doppiaggio italiano del film fu eseguito dalla Royfilm e diretto da Leslie La Penna su dialoghi di Luigi Calabrò. Le canzoni, adattate da Lorena Brancucci, furono incise ai Trafalgar Recording Studios. A differenza della versione originale, quella italiana vide il cambiamento di gran parte del cast vocale del Classico, poiché tornano nei loro ruoli solo Emanuela Rossi (nel ruolo di Chicha), Angiolina Quinterno (nel ruolo della cameriera), Erica Necci (nel ruolo di Tipo) e Veronica Puccio (nel ruolo di Chaca).
Massimiliano Alto e Ludovica Modugno doppiano rispettivamente Kuzco e Yzma dopo aver già dato voce ai personaggi nel videogioco Le follie dell'imperatore, nella serie TV House of Mouse - Il Topoclub e nel film Il bianco Natale di Topolino - È festa in casa Disney.

### Edizioni home video
Il film fu distribuito in DVD in Nord America il 13 dicembre 2005 e in Italia il 16 gennaio 2006. Il DVD include come extra due giochi interattivi e un dietro le quinte.
L'11 giugno 2013 il film è stato distribuito in Blu-ray Disc in Nord America in una "3-Disc Special Edition" che contiene Le follie dell'imperatore e Le follie di Kronk in un unico BD (privo di extra) e in due DVD distinti. Nel primo fine settimana furono vendute 14.000 unità, per un incasso di 282.000 dollari.

## Accoglienza

### Critica
Le follie di Kronk fu accolto negativamente dalla critica. Il sito Rotten Tomatoes ha raccolto sei recensioni tutte negative, con un voto medio di 4,5. Tuttavia il film fu candidato a tre Annie Award: miglior produzione per l'home entertainment, miglior storyboarding e miglior sceneggiatura.